# ドライアイスベスト
ドライアイスベストは、ドライアイスを利用した熱中症防止商品。販売元はエア・ウォーター炭酸株式会社。

## 概要
9箇所（前面4箇所、背面4箇所、首1箇所）のポケットにドライアイスを入れ、内側のダブルメッシュ構造を通して冷気を取り組むことで、人体を冷やす。
作業環境温度約45℃に対し、身体各部において、15 - 25℃の冷却効果がある。
ドライアイスを冷媒とするので、冷却効果が長時間持続する。
従来の蓄冷剤のような凍結する手間を省く。
特許取得品：5078742号
可燃性作業着厳禁の現場用にオール難燃製も販売中（特許出願中)。
開発：エア・ウォーター炭酸株式会社

## 種類
レギュラー長尺
ポケット9箇所、1つのポケットに250 gにカットされたドライアイスを1つ投入。サイズはフリー。表地は難燃性（ダイワボウプロバン加工）。
レギュラー短尺
長尺の下半分を無くし、軽量化されたモデル。ポケット5箇所、1つのポケットに250 gにカットされたドライアイスを1つ投入。サイズはフリー。表地は難燃性（ダイワボウプロバン加工）。
オール難燃長尺
ポケット9箇所、1つのポケットに250 gにカットされたドライアイスを1つ投入。サイズはフリー。全ての素材が難燃性。
オール難燃短尺
長尺の下半分を無くし、軽量化されたモデル。ポケット9箇所、1つのポケットに250 gにカットされたドライアイスを1つ投入。サイズはフリー。全ての素材が難燃性。

## 使用方法
- 袖のないベスト型で、サイドボタンを個々の体型に合わせて留める。体への密着度を微調整することが可能。
- ポケットへ角ドライアイスを約250 g投入。ポケットは9箇所（前面4箇所、背面4箇所、首1箇所）あるが、全てのポケットへドライアイスを投入する必要はない。

## 特徴
- 作業環境温度約45℃に対し、身体各部において、15 - 25℃の冷却効果。
- 作業環境約45℃において、約2 - 3時間使用可能。
- 洗濯・乾燥機での使用可能。
- ドライアイスを直接ポケットに入れるため、取扱いには手袋が必要（凍傷防止）。また密閉空間での使用は禁止されている（酸欠防止）。

## 使用上の注意
- 酸欠（換気の良い場所で使用することで防止）
- 凍傷（ベストを直接肌に触れないような着用で防止）

## 環境問題
ドライアイスは各種工業の副生炭酸ガスを回収し製造している。その為、炭酸ガスの再利用であることから、地球温暖化等の原因とはならない。